# El metal perdido
Mistborn: The Lost Metal es una novela de fantasía steampunk escrita por el autor estadounidense Brandon Sanderson. Fue publicado el 15 de noviembre de 2022 por Tor Books el séptimo de la serie Mistborn y el cuarto de la era 2 también denominada de Wax y Wayne. Está precedido por Brazales de duelo publicado en 2016 y está programado para ser seguido por un octavo libro sin título en 2025, perteneciente ya a la era 3.

## Argumento
Waxillium Ladrian, ahora senador, se ve envuelto en un conflicto entre Elendel y las Ciudades Exteriores. Si no puede dejar de lado su difícil relación con Armonía y convertirse en su espada, una calamidad de proporciones sin precedentes puede desencadenarse en Scadrial.

## Publicación
En 2014, Sanderson reveló el título provisional del cuarto y último libro de la serie Wax y Wayne como The Lost Metal. Inicialmente se planeó lanzarlo en 2018, pero posteriormente se trasladó al otoño de 2019. Más tarde, debido al lanzamiento de la serie Escuadrón previamente no planificada, la fecha de publicación se pospuso hasta 2022. La primera tirada de la novela consta de 500.000 ejemplares.

## Recepción
Kirkus Reviews calificó la novela como una "conclusión acelerada y completamente satisfactoria de la segunda era de Nacidos de la Bruma", y la elogió como una "aventura llena de acción" mientras dejaba pistas sobre el futuro de la saga Nacidos de la Bruma.
Lyndsey Luther y Ross Newberry de Tor.com escribieron una reseña personificados como Wax y Wayne. Llamaron a la historia un "viaje en un vagón de tren lleno de sorpresas, risas y lágrimas que rugen, empujan el acero y desgarran las emociones" y dijeron que "este tipo, Sanderson, es muy bueno para contar una historia". También elogiaron el crecimiento de los personajes y las conexiones con otras series.
Eric Lake de 17th Shard lo calificó como un "final bastante bueno" y una "lectura divertida" y afirmó que "resume las cosas que debe hacer para ser una conclusión satisfactoria". Agregó que tenía "momentos extremadamente geniales, un trabajo de personajes fantástico y algunas cosas de Cosmere realmente geniales". Sin embargo, criticó la trama y cuestionó cuán independiente era con respecto a los cruces con otras series de Cosmere.